# Uromonia flaviventris
Uromonia flaviventris är en biart som först beskrevs av Raymond Benoist 1964.  Uromonia flaviventris ingår i släktet Uromonia och familjen sommarbin. Inga underarter finns listade i Catalogue of Life.